# لیکوکالکون آ
لیکوکالکون آ (به انگلیسی: Licochalcone A) با فرمول شیمیایی C21H22O4 یک ترکیب شیمیایی است. که جرم مولی آن ۳۳۸٫۳۹ گرم بر مول می‌باشد. 